# Originale multiplo
Originale multiplo è un concetto artistico applicabile a manifestazioni tra le quali la stampa di una piastra incisa con tecniche come la litografia, la xilografia, la calcografia, la fotografia, la stampa laser e con frequenza la scultura. A causa della sua complessità è soggetto a malintesi, soprattutto quando si pensa che la fusione in bronzo sia un metodo di riproduzione inteso come opposto al concetto di originalità.
Quando l'opera è concepita con l'intenzione di essere riprodotta in un numero determinato di esemplari la si denomina originale multiplo. Questo è dovuto al fatto che l'importanza dell'opera iniziale si trasmette con la matrice dalla quale derivano i differenti esemplari. È per questo che le sculture di argilla, cera, marmo o gesso e le corrispondenti matrici sono pezzi originali in sé stessi e formano parte del processo creativo di un'opera.

## Nella scultura
Il lavoro scultoreo inizia con la concezione di un'opera da parte dell'artista. Solitamente comincia con un bozzetto che posteriormente si realizzerà tridimensionalmente con il modellato. Esistono diverse possibilità tecniche che cambiano al variare della fattura. Generalmente interviene più di una persona per realizzare l'opera: lo scultore e i suoi collaboratori.
La scultura può essere di marmo, gesso, terracotta, cera, resina, o materiali analoghi. A partire da questi si produrranno una serie di originali multipli. Per quanto riguarda il bronzo è necessario l'intervento del fonditore. A partire dal modellato si crea una matrice dalla quale si genererà un numero limitato di opere. La tiratura di queste oscilla tra i due e gli otto esemplari, il cui numero di serie appare impresso in ogni scultura. Secondo la College Art Associacion negli Stati Uniti d'America la legge permette fino a dodici riproduzioni in qualsiasi mezzo e/o scala. Nel caso dell'opera di Auguste Rodin, per esempio, la chambre des députés decise di limitare il numero di riproduzioni di ogni opera a dodici. Il caso che sia stato il parlamento ad emettere tale sentenza è dovuto al fatto che Rodin lasciò il suo patrimonio artistico allo stato francese, che oggi detiene il diritto di riproduzione delle sue opere.
La pratica di elaborare serie di fusioni ha le sue origini nel Rinascimento, quando si distruggeva la matrice per evitare che a da questa si potessero derivare un numero illimitato di opere. I primi sforzi per definire legalmente la riproduzione di sculture risalgono tra la fine del XIX secolo e la prima metà del XX secolo. Si determinò che le opere fossero identificate con la firma dell'autore e il marchio del fonditore, così come due cifre stanti a indicare la tiratura e il numero dell'esemplare (ad esempio 3/12 per indicare il terzo esemplare su una serie di 12). A partire dal XX secolo l'edizione numerata si è convertita in un fenomeno di massa, il diffondersi di questa pratica ha permesso che l'industria della fusione potesse crescere e permettere che opere emblematiche potessero raggiungere un pubblico più ampio. Sono diversi i musei che ospitano originali multipli; il concetto di "originale prodotto in serie" fu adottato dalla maggior parte degli artisti a partire dalla legittimazione inaugurata da Rodin.